# Tour de France 1911
9. Tour de France – rozpoczął się 2 lipca, a zakończył 30 lipca 1911 roku w Paryżu. Wystartowało 84 zawodników, ukończyło 28. Zwyciężył Francuz Gustave Garrigou.
W 1911 roku, podobnie jak w sześciu poprzednich wyścigach postanowiono ustalać klasyfikację generalną na podstawie punktów zdobywanych przez kolarzy na poszczególnych etapach. Na podstawie przeliczeń (miejsce, uzyskany czas i punkty dodatkowe) po każdym etapie najmniej „oczek” zdobył Gustave Garrigou, który tym samym został zwycięzcą dziewiątej edycji Tour de France.
Głównymi postaciami rywalizacji Tour de France 1911 byli Gustav Garrigou i Paul Duboc. Duboc, zwycięzca czterech etapów na jednym z etapów zyskał nad swym konkurentem bardzo dużą przewagę, jednak z powodu zatrucia pokarmowego w Bayonne Duboc uplasował się 20 pozycji za Garrigou na 10. etapie. Duboc stracił szanse na zwycięstwo w Tourze, odzyskał jednak siły i zdołał zająć drugie miejsce w klasyfikacji generalnej.

## Etapy
| Etap | Data     | Trasa                 | Dystans | Zwycięzca          | Lider wyścigu    |
| ---- | -------- | --------------------- | ------- | ------------------ | ---------------- |
| 1    | 2 lipca  | Paryż - Dunkierka     | 351 km  | Gustave Garrigou   | Gustave Garrigou |
| 2    | 4 lipca  | Dunkierka - Longwy    | 388 km  | Jules Masselis     | Jules Masselis   |
| 3    | 6 lipca  | Longwy - Belfort      | 331 km  | François Faber     | François Faber   |
| 4    | 8 lipca  | Belfort - Chamonix    | 344 km  | Charles Crupelandt | Gustave Garrigou |
| 5    | 10 lipca | Chamonix - Grenoble   | 366 km  | Émile Georget      | Gustave Garrigou |
| 6    | 12 lipca | Grenoble - Nicea      | 348 km  | François Faber     | Gustave Garrigou |
| 7    | 14 lipca | Nicea - Marsylia      | 334 km  | Charles Crupelandt | Gustave Garrigou |
| 8    | 16 lipca | Marsylia - Perpignan  | 335 km  | Paul Duboc         | Gustave Garrigou |
| 9    | 18 lipca | Perpignan - Luchon    | 289 km  | Paul Duboc         | Gustave Garrigou |
| 10   | 20 lipca | Luchon - Bajonna      | 326 km  | Maurice Brocco     | Gustave Garrigou |
| 11   | 22 lipca | Bajonna - La Rochelle | 379 km  | Paul Duboc         | Gustave Garrigou |
| 12   | 24 lipca | La Rochelle - Brest   | 470 km  | Marcel Godivier    | Gustave Garrigou |
| 13   | 26 lipca | Brest - Cherbourg     | 405 km  | Gustave Garrigou   | Gustave Garrigou |
| 14   | 28 lipca | Cherbourg - Hawr      | 361 km  | Paul Duboc         | Gustave Garrigou |
| 15   | 30 lipca | Hawr - Paryż          | 317 km  | Marcel Godivier    | Gustave Garrigou |

## Klasyfikacja końcowa
| Lp  | Zawodnik           | Kraj    | Zespół       | Punkty |
| --- | ------------------ | ------- | ------------ | ------ |
| 1.  | Gustave Garrigou   | Francja | Alcyon       | 43     |
| 2.  | Paul Duboc         | Francja | La Française | 61     |
| 3.  | Émile Georget      | Francja | La Française | 84     |
| 4.  | Charles Crupelandt | Francja | La Française | 109    |
| 5.  | Louis Heusghem     | Belgia  | Alcyon       | 135    |
| 6.  | Marcel Godivier    | Francja | La Française | 141    |
| 7.  | Charles Cruchon    | Francja | La Française | 145    |
| 8.  | Ernest Paul        | Francja | Alcyon       | 153    |
| 9.  | Albert Dupont      | Francja | Le Globe     | 158    |
| 10. | Henri Devroye      | Belgia  | Le Globe     | 171    |